# 村田峰紀
村田峰紀（むらた みねき、1979年 - ）は、日本のアーティスト。

## 概要
1979年、群馬県前橋市生まれ。
2005年、多摩美術大学美術学部彫刻学科卒業。前橋市在住。Ongoing Collective在籍。
2024年、第21回上毛芸術文化賞美術部門受賞。

## 個展
2018年 「vision inside」rin art association（群馬）
2017年 「+」Gallery HASHIMOTO（東京）
2017年 「引込線 2017」
2014年 「ネックライブ」Art Center Ongoing（東京）
2013年 「パフォーマンス彫刻」GALLERY HASHIMOTO（東京）

## グループ展
2019年「International Performance Art Biennale in Vancouver」Ground Floor Art Centre（カナダ）
2018年 「群馬の美術」群馬県立近代美術館（群馬）
2016年 「“TWO STICKS” Think Tank Lab Triennale」The Museum of Architecture in Wrocław（ヴロツワフ、ポーランド）
2016年「Think Tank Lab Triennale, TWO STICKS」ヴロツワフ建築美術館（ポーランド）
2015年「VOCA展2015」
2010年「あいちトリエンナーレ2010」